# Daniela Stoffel

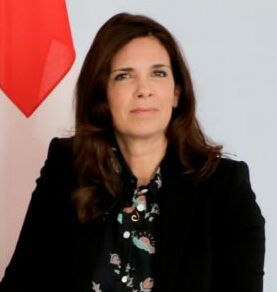
Daniela Stoffel (2019)

Daniela Stoffel (* 1968) ist eine Schweizer Diplomatin und seit 1. März 2019 Staatssekretärin für internationale Finanzfragen im eidgenössischen Finanzdepartement (EFD).

## Werdegang
Daniela Stoffel studierte Philosophie, Volkswirtschaft und Linguistik an der Universität Zürich und schloss ihr Studium 1996 mit einer Dissertation am philosophischen Seminar ab. Zwei Jahre später trat sie in den Diplomatischen Dienst des Departements für auswärtige Angelegenheiten (EDA) ein. In den folgenden Jahren übernahm sie Führungsaufgaben in Washington, D.C., Berlin und Paris. Ab 2015 war Stoffel für das Staatssekretariat für internationale Finanzfragen tätig, wo sie zuletzt den politischen Stab leitete. Ab 2016 arbeitete sie ausserdem als diplomatische Beraterin des Departementchefs EFD.
Daniela Stoffel hat eine Tochter.